# Fakhr od-Dīn Gorgānī
Fakhr od-Dīn As'adī Gorgānī (in persană: اسعد گرگاني فخرالدين) (c. 1010 - după 1074) a fost un poet persan, autor al poemului Wīs și Rāmīn.
Acesta a avut o mare circulație în literaturile orientale și este remarcabil prin asemănarea cu romanul occidental de curte Tristan și Isolda.